# Astomella maculata
Astomella maculata är en tvåvingeart som först beskrevs av Macquart 1849.  Astomella maculata ingår i släktet Astomella och familjen kulflugor.
Artens utbredningsområde är Algeriet. Inga underarter finns listade i Catalogue of Life.